# 祝聃
祝聃（？—？），春秋时期郑国将领。

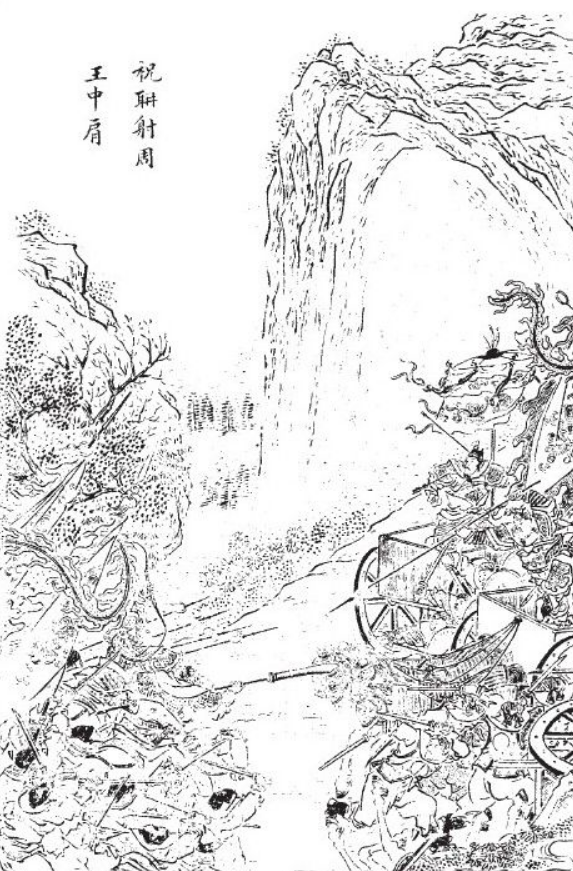
小说《东周列国志》插画：祝聃射周王中肩

周桓王十三年（郑庄公三十七年，前707年），周桓王伐郑，郑庄公抵抗。在葛（今河南省长葛东北）作战，最后周桓王的臂膀被祝聃射中一箭。祝聃请求前去追赶，但郑庄公认为君子不能欺人太甚，何况对方还是周天子，于是就不再追击下去。当晚他委派祭足去周营去慰问负伤的周桓王。此事表示周天子权威的衰落，已不能控制諸候。